# Alexandru Ioan Cuza (Cahul)
Alexandru Ioan Cuza è un comune della Moldavia situato nel distretto di Cahul di 2.653 abitanti al censimento del 2004.